# Tobrilus hopei
Tobrilus hopei är en rundmaskart som beskrevs av Loof och Reimann 1976. Tobrilus hopei ingår i släktet Tobrilus och familjen Tripylidae. Inga underarter finns listade i Catalogue of Life.